# Comuna Rivne, Henicesk
Rivne (în ucraineană Рівне) este o comună în raionul Henicesk, regiunea Herson, Ucraina, formată din satele Malînivka, Muraveinîk, Novîi Mîr, Rivne (reședința), Serhiivka, Șleah Nezamojnîka, Viktorivka, Volodîmîrivka și Zaporojeț.

## Demografie
Componența lingvistică a comunei Rivne
     Ucraineană (83,93%)
     Rusă (14,93%)
     Alte limbi (0,54%)
Conform recensământului din 2001, majoritatea populației comunei Rivne era vorbitoare de ucraineană (83,93%), existând în minoritate și vorbitori de rusă (14,93%).